# Thies Hinrich Engelbrecht

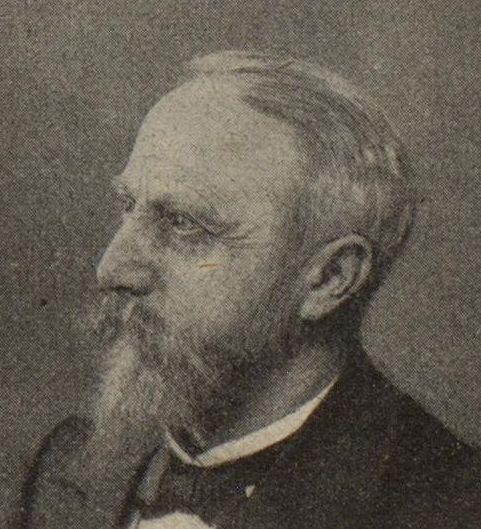
Thies Hinrich Engelbrecht

Thies Hinrich Engelbrecht (* 6. Oktober 1853 auf dem Hof Obendeich bei Glückstadt (Schleswig-Holstein); † 18. Oktober 1934 ebenda) war ein deutscher Agrargeograph und Landwirt. Er gilt als einer der führenden Mitbegründer der Agrargeographie als wissenschaftliche Disziplin.

## Lebensweg
Engelbrecht entstammt einer alteingesessenen Bauernfamilie. Er besuchte von 1864 bis 1873 das Gymnasium in Glückstadt, absolvierte eine landwirtschaftliche Lehre und studierte dann Nationalökonomie an den Universitäten in Leipzig und Straßburg. In seinem Denken wurde er stark von den Schriften Johann Heinrich von Thünens beeinflusst.
1880 entschloss sich Engelbrecht zur Auswanderung in die USA. Er erwarb eine Farm in Iowa und lernte auf ausgedehnten Reisen die amerikanische Landwirtschaft kennen. 1885 kehrte er nach Deutschland zurück und übernahm den väterlichen Hof in Herzhorn. Gleichzeitig betätigte er sich in landwirtschaftlichen Vereinigungen, in kommunalen Körperschaften und in der Politik. Als freikonservativer Abgeordneter war er von 1895 bis 1914 Mitglied im Preußischen Abgeordnetenhaus und vom 27. Januar 1914 bis 1918 im Preußischen Herrenhaus. Nach 1918 widmete er sich fast nur noch seinem Hof und seinen Privatstudien. Sein Adoptivsohn (Großneffe)  Ernst Engelbrecht-Greve (1916–1990) war von 1962 bis 1975 Minister für Ernährung, Landwirtschaft und Forsten des Landes Schleswig-Holstein.

## Forschungsaktivitäten
Seit 1890 beschäftigte sich Engelbrecht intensiv mit wissenschaftlichen Fragen aus dem Bereich der Agrargeographie. Sein Forschungsschwerpunkt war die regionale Verbreitung der landwirtschaftlichen Kulturpflanzen und der Haustiere. Er schrieb zahlreiche Abhandlungen und veröffentlichte umfangreiche kartographische Werke, die die weitere Entwicklung der Agrargeographie maßgebend beeinflussten.  Von 1900 bis 1933 gehörte er dem Präsidium der Deutschen Landwirtschafts-Gesellschaft an. 1906 gründete er in dieser Gesellschaft einen „Sonderausschuß für Klima- und Wetterkunde“, dessen Vorsitz er bis 1933 innehatte.
Kaum jemand hatte bisher das Grenzgebiet zwischen Landwirtschaftslehre und Geographie so intensiv bearbeitet wie Thies Hinrich Engelbrecht. Er gilt als Nestor der Agrargeographie in Deutschland. Seine wissenschaftlichen Leistungen fanden in der Fachwelt höchste Anerkennung. Die Universität Breslau (1911), die Universität Kiel (1921) und die Landwirtschaftliche Hochschule Berlin (1923) verliehen ihm die Ehrendoktorwürde. Anlässlich seines 70. Geburtstages (1923) überreichten ihm Freunde eine bibliophil gestaltete Festschrift mit einer Auswahl seiner eigenen Beiträge und einem vollständigen Verzeichnis seiner bis dahin erschienenen Schriften.

## Hauptwerke
- Die Landbauzonen der außertropischen Länder. Aufgrund der statistischen Quellenwerke dargestellt. 3 Bde., Verlag Dietrich Reimer, Berlin 1898 u. 1899.
- Die geographische Verteilung der Getreidepreise in den Vereinigten Staaten von 1862 bis 1900. Verlag Paul Parey, Berlin 1903.
- Bodenbau und Viehstand in Schleswig-Holstein nach den Ergebnissen der amtlichen Statistik. 2 Bde. u. Atlas. Herausgegeben von der Landwirtschaftskammer für die Provinz Schleswig-Holstein, Kiel 1905 u.1907.
- Die geographische Verteilung der Getreidepreise in Indien von 1861 bis 1905. Verlag Paul Parey, Berlin 1908.
- Die Feldfrüchte Indiens in ihrer geographischen Verbreitung. Abhandlungen des Hamburgischen Kolonialinstituts Bd. XIX, Hamburg 1914.
  - Bd. 1: Text (Abhandlungen des Hamburgischen Kolonialinstituts; 19,1) (Digitalisat).
  - Bd. 2: Atlas (Abhandlungen des Hamburgischen Kolonialinstituts; 19,2) (Digitalisat).
- Landwirtschaftlicher Atlas des russischen Reiches in Europa und Asien. Verlag Dietrich Reimer, Berlin 1916.
- Die Feldfrüchte des Deutschen Reiches in ihrer geographischen Verbreitung. Berlin 1928 = Arbeiten der Deutschen Landwirtschafts-Gesellschaft H. 357.
- Ausgewählte Schriften von Dr. h. c. Th. H. Engelbrecht. Festgabe zu seinem 70. Geburtstage am 6. Oktober 1923. Verlag Dietrich Reimer, Berlin 1924.